# Baron le Despencer
Baron le Despencer je baronský titul anglické šlechty.

## Historie
Sir Hugh le Despenser byl velkým vlastníkem půdy v Leicestershiru, Yorkshiru, Lincolnshiru a Rutlandu. Roku 1222 byl jmenován vrchním šerifem v Staffordshiru a Shropshiru. Rok 1226 a 1238 byl vrchním šerifem v Berkshiru.
Titul baron le Despencer byl vytvořen roku 1295 pro Hugha le Despencera kdy byl povolán do Model Parliament. Byl nejstarším synem justiciáře Hugha le Despencera. Justiciář Hugh byl roku 1264 povolán do Montfortova parlamentu a proto je někdy považován za prvního barona. Hugh le Despencer mladší byl roku 1314 také povolán do parlamentu a došlo k vytvoření titulu podruhé. Starší i mladší Hugh le Despencer byli roku 1326 popraveni a tím zanikl tento titul.
Roku 1338 byl Hugh le Despencer, syn Hugha mladšího povolán do parlamentu a došlo k znovuobnovení titulu. Zemřel roku 1349 jako bezdětný a titul zanikl.
Roku 1357 byl Hughův synovec Edward le Despenser, 1. baron Despencer povolán do parlamentu a došlo k vytvoření titulu počtvrté. Roku 1375 zdědil titul jeho syn Thomas. Roku 1397 se stal hrabětem z Gloucesteru. Roku 1398 se stal dědicem prvního i druhého vytvoření. Roku 1400 se zúčastnil se Epiphany Rising (neúspěšné povstání proti Jindřichovi IV.) a byl popraven. Po smrti Anne Beauchamp, 15. hraběnky z Warwicku roku 1449 byl zrušen dědičný nárok na tento titul, oficiálně byl titul zrušen roku 1461. 
Roku 1604 byl titul obnoven pro Mary Fane. Jejím nástupcem byl Francis Fane, 1. hrabě z Westmorlandu. Poté následovalo dalších šest hrabat. Po smrti Johna Fana, 7. hraběte z Westmorlandu byl roku 1762 titul opět zrušen. K obnovení došlo o rok později pro Francise Dashwooda. Po jeho smrti roku 1781 došlo opět ke zrušení titulu. Roku 1788 došlo k obnovení pro baroneta Thomase Stapletona. Čtrnáctý baron Evelyn Boscawen se stal vikomtem Falmouthem a došlo ke spojení těchto titulů. 
K pátému vytvoření titulu došlo roku 1387 a to pro Philipa le Despencera, pravnuka Hugha staršího. Titul zanikl po smrti jeho syna Philipa roku 1424. Jeden z jeho dědiců se stal baronem Wentworthem. 

## Baroni le Despencer, první vytvoření (1295)
- Hugh le Despencer starší (1262–1326) (od roku 1322 hrabě z Winchesteru)
- právo na titul změněno; dále vytvoření roku 1357 níže

## Baroni le Despencer, druhé vytvoření (1314)
- Hugh le Despencer mladší (1286–1326)
- právo na titul změněno; dále vytvoření roku 1357 níže

## Baroni le Despencer, třetí vytvoření (1338)
- Hugh le Despencer (1308–1349)

## Baroni le Despencer, čtvrté vytvoření (1357)
- Edward le Despenser, 1. baron Despencer (1336–1375)
- Thomas Despenser, 2. baron Despencer (1373–1400) (od roku 1397 hrabě z Gloucesteru)

## Baroni le Despencer, (právo z roku 1264)
Roku 1449 došlo ke zrušení práva na tento titul avšak roku 1604 bylo obnoveno pro Mary Fane. Moderní učenci nepřijímají názor že téhož roku byl vytvořen dědičný titul barona le Despencer.
- Mary Fane, 3. baronka le Despencer (1554–1626)
- Francis Fane, 1. hrabě z Westmorlandu, 4. baron le Despencer (1580–1629)
- Mildmay Fane, 2. hrabě z Westmorlandu, 5. baron le Despencer (1602–1666)
- Charles Fane, 3. hrabě z Westmorlandu, 6. baron le Despencer (1635–1691)
- Vere Fane, 4. hrabě z Westmorlandu, 7. baron le Despencer (1645–1693)
- Vere Fane, 5. hrabě z Westmorlandu, 8. baron le Despencer (1678–1699)
- Thomas Fane, 6. hrabě z Westmorlandu, 9. baron le Despencer (1683–1736)
- John Fane, 7. hrabě z Westmorlandu, 10. baron le Despencer (1685–1762) (pozastavení titulu 1762)
- Francis Dashwood, 11. baron le Despencer (1708–1781) (zrušení pozastavení 1763; pozastavení titulu 1781)
- Thomas Stapleton, 12. baron le Despencer (1766–1831) (zrušení pozastavení 1788) (Baronet Stapleton)
- Mary Frances Elizabeth Boscawen, 13. baronka le Despencer (rozená Stapleton) (1822–1891)
- Evelyn Boscawen, 7. vikomt Falmouth, 14. baron le Despencer (1847–1918)
- Evelyn Hugh John Boscawen, 8. vikomt Falmouth, 15. baron le Despencer (1887–1962)
- George Boscawen, 9. vikomt Falmouth, 16. baron le Despencer (nar. 1919)
  - Hon. Evelyn Arthur Hugh Boscawen (nar. 1955) (dědic)
    - Evelyn George William Boscawen (nar. 1979) (dědic Evelyna Arthura)
      - Evelyn Ralph Constantine Boscawen (nar. 2015) (dědic Evelyna George)

## Baroni le Despencer, páté vytvoření (1387)
Roku 1387 byl Philip le Despencer povolán do parlamentu. Do parlamentu nebyl povolán žádný z jeho dědiců až do roku 1529, kdy jeho potomek získal titul barona Wentwortha.
- Philip le Despencer, 1. baron le Despencer (1342–1401)
- Philip le Despencer, 2. baron le Despencer (1365–1424)
- titul baron le Despencer byl zrušen
- Margery le Despenser (úmrtí 1478)
- Sir Henry Wentworth (asi 1447–1499/1500)
- Sir Richard Wentworth (asi 1458–1528)
- Thomas Wentworth, 1. baron Wentworth (1501–1551) (od roku 1529 baron Wentworth)
  - další dědici Baron Wentworth